# Robel Fsiha
Robel Fsiha, född 7 mars 1996 i Eritrea, är en svensk friidrottare (långdistanslöpning) tävlande för Spårvägens FK. Han skrällde och tog 2019 det första svenska herrguldet i EM-terränglöpning. Han flydde från Eritrea till Sverige 2013.
Fshia testades positivt för doping i februari 2020, i april visade sig även hans B-prov vara positivt och han stängdes av i fyra år.

## Personliga rekord
| Utomhus - 3 000 meter – 8:34,51 (Karlstad, Sverige 25 juli 2018) - 5 000 meter – 13:59,97 (Heusden-Zolder, Belgien 20 juli 2019) - 5 000 meter – 14:16,21 (Helsingborg, Sverige 27 augusti 2017) - 10 000 meter – 28:59,62 (London, Storbritannien 6 juli 2019) - 10 000 meter – 29:22,31 (Helsingborg, Sverige 25 augusti 2017) - 10 km landsväg – 28:43 (Stockholm, Sverige 5 maj 2018) - 10 km landsväg – 30:01 (Stockholm, Sverige 15 juni 2017) - Halvmaraton – 1:01:18 (Manama, Bahrain 15 mars 2019) - Halvmaraton – 1:08:46 (Göteborg, Sverige 9 september 2017) | Inomhus - 3 000 meter – 8:07,84 (Gävle, Sverige 17 februari 2018) |